# М-118 (підводний човен СРСР)
| М-118                      | М-118                                        | М-118                                        |
| -------------------------- | -------------------------------------------- | -------------------------------------------- |
|                            |                                              |                                              |
|                            |                                              |                                              |
|                            |                                              |                                              |
| Під прапором               | СРСР                                         | СРСР                                         |
| Спуск на воду              | 12 лютого 1941 р.                            | 12 лютого 1941 р.                            |
| Виведений зі складу флоту  | жовтень 1942 р.                              | жовтень 1942 р.                              |
| Проєкт                     |                                              |                                              |
| Тип ПЧ                     | Малий дизель-електричний підводний човен     | Малий дизель-електричний підводний човен     |
| Головний конструктор       | П. І. Сердюк                                 | П. І. Сердюк                                 |
| Вартість                   | 5,5 млн рублів (у цінах 40-их рр)            | 5,5 млн рублів (у цінах 40-их рр)            |
| Основні характеристики     |                                              |                                              |
| Швидкість (надводна)       | 13 вузлів (22 км/год)                        | 13 вузлів (22 км/год)                        |
| Швидкість (підводна)       | 7,8 вузлів (15 км/год)                       | 7,8 вузлів (15 км/год)                       |
| Робоча глибина занурення   | 50 м                                         | 50 м                                         |
| Гранична глибина занурення | 60 м                                         | 60 м                                         |
| Автономність плавання      | 15 діб                                       | 15 діб                                       |
| Екіпаж                     | 20 осіб                                      | 20 осіб                                      |
| Розміри                    |                                              |                                              |
| Довжина найбільша (по КВЛ) | 44,5 м                                       | 44,5 м                                       |
| Ширина корпусу найб.       | 3,13 м                                       | 3,13 м                                       |
| Середня осадка (по КВЛ)    | 2,58 м                                       | 2,58 м                                       |
| Водотоннажність надводна   | 206 т                                        | 206 т                                        |
| Озброєння                  |                                              |                                              |
| Артилерія                  | 45-мм/46 21-К гармата (195 набоїв)           | 45-мм/46 21-К гармата (195 набоїв)           |
| Торпедно- мінне озброєння  | Носові: 2-4 ТА калібру 533-мм, (2−4 торпеди) | Носові: 2-4 ТА калібру 533-мм, (2−4 торпеди) |
| ППО                        | 2 кулемети                                   | 2 кулемети                                   |

М-118 — радянський підводний човен типу Малютка, серія XII.
Закладений у жовтні 1940 року на заводі № 112 (Червоне Сормово) в Горькому, спущений на воду 12 лютого 1941 року, після чого доставлена на завод № 198 в Миколаєві) та повторно спущений на воду 30 червня 1941 року. Екіпаж закінчив курс бойової підготовки 16-18 лютого 1942 року. Командир — Савін Сергій Степанович (1941 — жовтень 1942). Здійснив три транспортних і шість бойових походів. Під час останнього бойового походу з 18:30 22 вересня 1942 (Повернення за планом на базу 6-7 жовтня 1942). На зв'язок не виходив і на базу не повернувся На борту перебував екіпаж у кількості 21 чол.
Бойові походи:
- 21 лютого — 1 березня 1942
- 10 березня — 17 березня 1942
- 10 квітня — 17 квітня 1942
- 1 травня — 17 травня 1942
- 4 серпня — 10 серпня 1942
- 22 вересня — жовтень 1942, не повернувся

Транспортні походи:
- 17 червня — 20 червня 1942, у Севастополь
- 21 червня — 24 червня 1942, у Севастополь
- 27 червня — 30 червня 1942, у Севастополь

## Потоплення «Зальцбурга»
Вважається, що саме підводний човен М-118 1 жовтня 1942 року атакував і потопив німецький транспорт «Зальцбург», внаслідок чого загинуло близько 2080 радянських військовополонених і 6 німців, які знаходилися на судні. Було врятовано 268 людей (18 німців і 250 полонених. Також вважається, що саме човен М-118, відразу ж після загибелі «Зальцбурга», був виявлений і потоплений румунськими кораблями охорони конвою.